# James Gentle
James Gentle   (Brookline, 21 de juliol de 1904 - Filadèlfia, 22 de maig de 1986) fou un futbolista i militar estatunidenc, que va formar part de l'equip estatunidenc a la Copa del Món de 1930.
Es va graduar en Ciències econòmiques a la Universitat de Pennsilvània, on va practicar futbol americà, atletisme i futbol. També va practicar hoquei i criquet. Va formar part de la selecció que participà de la Copa del Món de l'Uruguai de 1930, on també feia les funcions d'intèrpret, ja que parlava correctament l'espanyol.
L'any 1931 es va allistar a l'exèrcit, va participar en la Segona Guerra Mundial, destinat a Itàlia i Alemanya. Acabada la guerra, va servir com a oficial de comerç i indústria al sector americà de Berlín Occidental. Es va llicenciar el 1956, amb el rang de coronel.